# Землетрясение (фильм, 2016)
«Землетрясе́ние» (арм. Երկրաշարժ) — российско-армянский художественный драматический фильм-катастрофа режиссёра Сарика Андреасяна, снятый в 2016 году на основе землетрясения в Армянской ССР 7 декабря 1988 года, унёсшего жизни по меньшей мере 25 тыс. человек. Премьера фильма состоялась в Армении 13 сентября 2016 года, в России состоялась 1 декабря.
Слоган фильма: «Трагедия, объединившая мир».
5 сентября 2016 года Национальной киноакадемией Армении фильм был выдвинут на премию «Оскар-2017» в номинации «Лучший фильм на иностранном языке», но позднее американская киноакадемия исключила картину из числа номинантов на премию, так как она не отвечала представленным требованиям.

## Сюжет
Сюжет фильма основан на реальных событиях. 7 декабря 1988 года в Армянской ССР произошло разрушительное землетрясение (толчки магнитудой 6,8, по другим данным — 7,2), охватившее почти половину территории Советской республики. Были разрушены города Спитак, Ленинакан, Кировакан, Степанаван и ещё более 300 населённых пунктов. 25 000 человек погибли, 19 000 стали инвалидами, более 500 000 остались без крова.
Фильм охватывает 4 дня трагедии: соответственно события с 7 по 10 декабря 1988 года в Ленинакане.

### Пролог
В начале фильма демонстрируется сцена аварии: в 1980 году в туннеле по вине архитектора Константина Бережного происходит лобовое столкновение его «Волги» и «Жигулей» с армянской семьёй (никто из членов армянской семьи не использовал ремни безопасности, хотя обязательное применение ремней узаконено в СССР в 1979 году). Все пассажиры «Жигулей» погибают, кроме 12-летнего Роберта, которого Константин успевает спасти. Роберт запоминает только кулон в виде подковки на шее Константина.

### День первый (7 декабря)
Проходит 8 лет. Повзрослевший Роберт просыпается утром 7 декабря 1988 года и идёт в парикмахерскую к троюродному брату Сенику, приютившему его. Во время вступительных титров к фильму показан быт Ленинакана: улицы, рынок, мирная жизнь обычного дня. В одно и то же время развиваются сразу несколько линий: Роберт сообщает брату о намерении встретиться с убийцей его родителей, и Сеник даёт ему пистолет. Девушка Лилит отказывает возрастному ухажёру, работнику кладбища Армену, подарившему ей и брату обеденный стол. Пожилой армянин Ерем выгоняет из дома беременную дочь Гаянэ и её жениха за добрачную связь. Сам Константин Бережной, отсидев 8 лет, возвращается из колонии домой, где его ждёт семья: жена Анна, сын Ваня и дочь Катя. Ваня и мама пошли на рынок за мясом, чтобы накрыть стол к приезду отца.
Ровно в 11:41 по местному времени землетрясение сравнивает Ленинакан с землёй. Константин видит из иллюминатора самолёта, как рушатся дома. Ерема спасает то, что он вышел из дома на улицу покурить. Брат Лилит успевает спрятать её под новый стол. Жених Гаянэ погибает на её глазах, спасая знакомого ребёнка по имени Арсен — он выбрасывает его из окна прямо в руки матери, а сам оказывается погребён под обломками больницы. Роберт выживает и помогает участковому спасти отца. Ваня тоже выживает, но его мама падает на арматурину и не может идти. Она отправляет сына домой, но сын не может найти ни дома, ни улицы, и возвращается к матери. Та в слезах успокаивает его, чувствуя, что ей осталось жить считанные часы; она говорит, что не умрёт, пока он будет её любить.
Константин находит развалины дома и встречает там Роберта, но тот не узнаёт его. Вместе они соображают, как спасти выжившую, но застрявшую под столом Лилит. Другие пережившие землетрясение ленинаканцы помогают раненым и собирают с улиц тела погибших. Активное участие в транспортировке трупов принимает работник кладбища Армен, по ошибке погубивший своих людей, загнав их под арку.
Ночью Константин встречает участкового, они тепло здороваются. В то же время развалины домов грабит банда мародёров под командованием Сеника. Мать спасённого Арсена отводит Гаянэ к докторам, у неё рождается сын.

### День второй (8 декабря)
Мать Арсена находит Ерема и сообщает, что он стал дедом. Тот холодно реагирует на эту новость, пока не узнаёт историю гибели жениха дочери. Тогда он раскаивается, приходит к разрушенной больнице и просит прощения у мёртвого зятя, приговаривая: «Господи, почему ты так больно объясняешь?» Дочь прощает отца и семья воссоединяется.
Роберт беседует с застрявшей в обломках Лилит: чтобы её спасти, одной машины мало и нужен подъёмный кран. В это же время он встречает на улицах Сеника с сообщниками. Братья радуются друг другу, но Роберт видит на руке Сеника чужие часы и понимает, кем он стал. Они расходятся.
Анна умирает от раны. Ваня отказывается это понять, переводчица уводит его в лагерь французских спасателей. Константин ищет семью и находит погибшую дочь; он не может сдержать слёз. О жене и сыне он ничего не узнаёт и оставляет фотографию семьи со своей подписью на поисковом стенде. Роберт видит на шее Константина подковку и понимает, кто перед ним. Он в смятении советуется с Лилит, что ему делать, но не получает ответа.
Ночью участковый ловит мародёров с поличным при ограблении ювелирного магазина. Но сообщник Сеника Рыжий убивает участкового и завладев его табельным оружием, перехватывает главенство в банде.

### День третий (9 декабря)
В Ленинакан прибывает крановщик из Ростова. С помощью его и водителя грузовика Роберту и Константину почти удаётся спасти Лилит, но мешают вновь пришедшие мародёры. Рыжий пытается угнать грузовик: им нужна машина, чтобы уехать из города. Сеник просит брата подчиниться, обещая уйти навсегда и никого не тронуть. Роберт выхватывает пистолет Сеника, но Рыжий понимает, что Роберт не сможет его убить, так как никогда не лишал человека жизни, и бросается на него с ножом. Константин заслоняет Роберта и принимает удар на себя. Толпа скручивает мародёров и жестоко избивает. Водитель грузовика и крановщик спасают Лилит. Роберт любуется ей и видит Константина, сидящего на земле — рана, нанесённая Рыжим, оказалась смертельной. Константин признаётся: «Я знаю, кто ты», просит найти его семью и отдаёт кулон-подковку, после чего умирает от потери крови. Переводчица узнаёт Ваню на фотографии со стенда.
Ночью водитель грузовика приводит Ваню к Роберту, он представляется родственником и берёт мальчика себе. Лилит благодарит Армена за стол, спасший ей жизнь, но он не реагирует, так как от горя он сошёл с ума.

### День четвёртый (10 декабря)
Ерем находит под обломками дома живую жену и с радостью сообщает, что она стала бабушкой. На вопрос «Как будем жить?» он отвечает: «Хорошо!».

### Эпилог
В эпилоге демонстрируются эпизоды, воссозданные по реальным фотографиям. Мародёров арестовывают. Раскопки и спасательные операции продолжаются. Ровно в 11:41 объявляется «минута тишины»: спасатели слушают, вдруг откуда-нибудь донесутся крики выживших под обломками, и слышат плач ребёнка.
Во время финальных титров на экран выводятся реальные фотографии рядом с соответствующими кадрами из фильма.

## В ролях
| Актёр                 | Роль                           |
| --------------------- | ------------------------------ |
| Константин Лавроненко | Константин Бережной            |
| Мария Миронова        | Анна Бережная                  |
| Виктор Степанян       | Роберт Мелконян / папа Роберта |
| Эмиль Киракосян       | Роберт в детстве               |
| Татев Овакимян        | Лилит                          |
| Микаэл Погосян        | Ерем                           |
| Артём Быстров         | крановщик                      |
| Грант Тохатян         | участковый                     |
| Даниил Изотов         | Ваня Бережной                  |
| Микаэл Джанибекян     | Миша                           |
| Сос Джанибекян        | Сеник                          |
| Арсен Григорян        | Рыжий                          |
| Сисак Себастьян       | Дидье кинолог                  |
| Армен Маргарян        | Армен Акопян                   |
| Сабина Ахмедова       | Гаянэ дочь Ерема               |
| Саргис Григорян       | Варуж                          |
| Асмик Алексанян       | Ашхен жена Ерема               |
| Аревик Мартиросян     | Марина                         |
| Марджан Аветисян      | мать Арсена                    |
| Микаэл Арамян         | Сурен старший брат Лилит       |
| Ирина Безрукова       | стюардесса                     |

## Съёмочная группа
- Режиссёр — Сарик Андреасян.
- Оператор — Юрий Коробейников.
- Генеральный продюсер — Рубен Дишдишян.
- Продюсеры — Арам Мовсесян, Гевонд Андреасян, Сарик Андреасян.
- Авторы сценария — Сергей Юдаков, Алексей Гравицкий, Арсен Даниелян, Грант Барсегян.
- Исполнительный продюсер — Галина Нахимовская.
- Второй режиссёр — Алексей Смоляр.
- Композитор — Айко.

## Производство
Работа над сценарием и подготовка к съёмкам заняли около двух лет. В основу фильма легли документальные хроники и истории, рассказанные свидетелями землетрясения: медиками, участники спасательных работ, руководители бригад, разбиравшие завалы, а также те, кто выжил в этой страшной трагедии, кого спасли из-под завалов.
Съёмки фильма длились 42 дня и проходили в Москве и Гюмри. В России снимались сцены после землетрясения, в Армении — мирной жизни до трагедии. В съёмках, проходивших в Армении, в массовке участвовали сами жители города Гюмри, большинство из которых пережили землетрясение 1988 года. В массовых сценах приняли участие 150 человек. Площадь декорации разрушенного после землетрясения Ленинакана — 10 000 м². Декорация с практически документальной точностью воссоздала улицы и дома реального Ленинакана. Она была построена за 1,5 месяца на территории заброшенного московского завода. На московском блоке съёмок было использовано 4 тонны цементного порошка, который распыляли на площадке для создания нужных визуальных эффектов. Для съёмочной группы было куплено 1 500 респираторов.

## Отзывы и оценки
Фильм вызывал противоречивые отзывы в прессе, но в среднем получил сдержанно-положительные оценки. По данным агрегатора «Критиканство.ру», его средняя оценка составила 61 из 100 на основе 18 рецензий, по данным «Megacritic» — 64 из 100.
Отзывы о фильме:
- «Фильм-память, к которому странно предъявлять художественные претензии» («The Hollywood Reporter» (Russia)[10]),
- «Масштаб катастрофы фильму удаётся передать достаточно внятно» (газета «Комсомольская правда»[11]),
- «Между выражением уважения к памяти и эксплуатацией есть чёткая граница, которую Сарик Андреасян пересекает стремительным галопом» («Российская газета»[12]).
- «Нужно быть очень циничным и бесчувственным человеком, чтобы не заплакать, когда режиссёр показывает человеческую боль и давит на слезу картинкой, музыкой, игрой актеров».(Film.ru[13])
- «В итоге „Землетрясение“ вышло отнюдь не шедевром — „Оскар“ бы картина точно никогда не получила. Но со своей задачей картина может справиться — рассказать целому поколению о том, что же произошло 7 декабря 1988 года, ведь в странах бывшего СССР выросли миллионы людей, которые даже не слышали об этой трагедии». (Sputnik Беларусь[14]).

## Награды
- 2016 — «Приз зрительских симпатий» на XI кинофестивале «Вече» в Великом Новгороде[15].
- 2017 — приз за лучшую операторскую работу на XXV кинофестивале «Виват кино России!» в Санкт-Петербурге (Юрий Коробейников)[16]